# Lex Bos
Jacobus Gerardus Maria Alexander „Lex“ Bos (* 22. September 1957 in Tilburg) ist ein ehemaliger niederländischer Hockeyspieler.

## Sportliche Karriere
Der 1,79 Meter große Torhüter Lex Bos bestritt von 1982 bis 1986 37 Länderspiele für die niederländische Nationalmannschaft.
Lex Bos war in der Nationalmannschaft zunächst der Ersatztorwart hinter Pierre Hermans. 1982 bei der Weltmeisterschaft in Bombay trat Bos in der Vorrunde in seinem ersten Länderspiel an. Die Niederländer belegten am Ende des Turniers den vierten Platz. Bei der Europameisterschaft 1983 in Amsterdam wurde Lex Bos gar nicht eingesetzt. Im Jahr darauf bei den Olympischen Spielen 1984 in Los Angeles wirkte er in drei von sieben Spielen mit. Am Ende des Turniers belegten die Niederländer den sechsten Platz. Ende 1984 stand Bos bei allen fünf Spielen der Champions Trophy der Herren 1984 im Tor, die Niederländer beendeten das Turnier als Vierte. Wie 1982 stand Bos auch bei der Weltmeisterschaft 1986 in London in einem Spiel im Tor, die anderen Spiele bestritt Frank Leistra. Bos hütete das Tor im Platzierungsspiel gegen die Polen, in dem die Niederländer den siebten Platz erreichten.
Lex Bos spielte beim HC Klein Zwitserland in Den Haag und war mit dieser Mannschaft mehrfach niederländischer Meister.